# Vijfheerenlanden (municipio)
Vijfheerenlanden es un municipio de la Provincia de Utrecht al centro de los Países Bajos, creado el 1 de enero de 2019 por la fusión de tres antiguos municipios: Leerdam, Vianen y Zederik.

## Galería

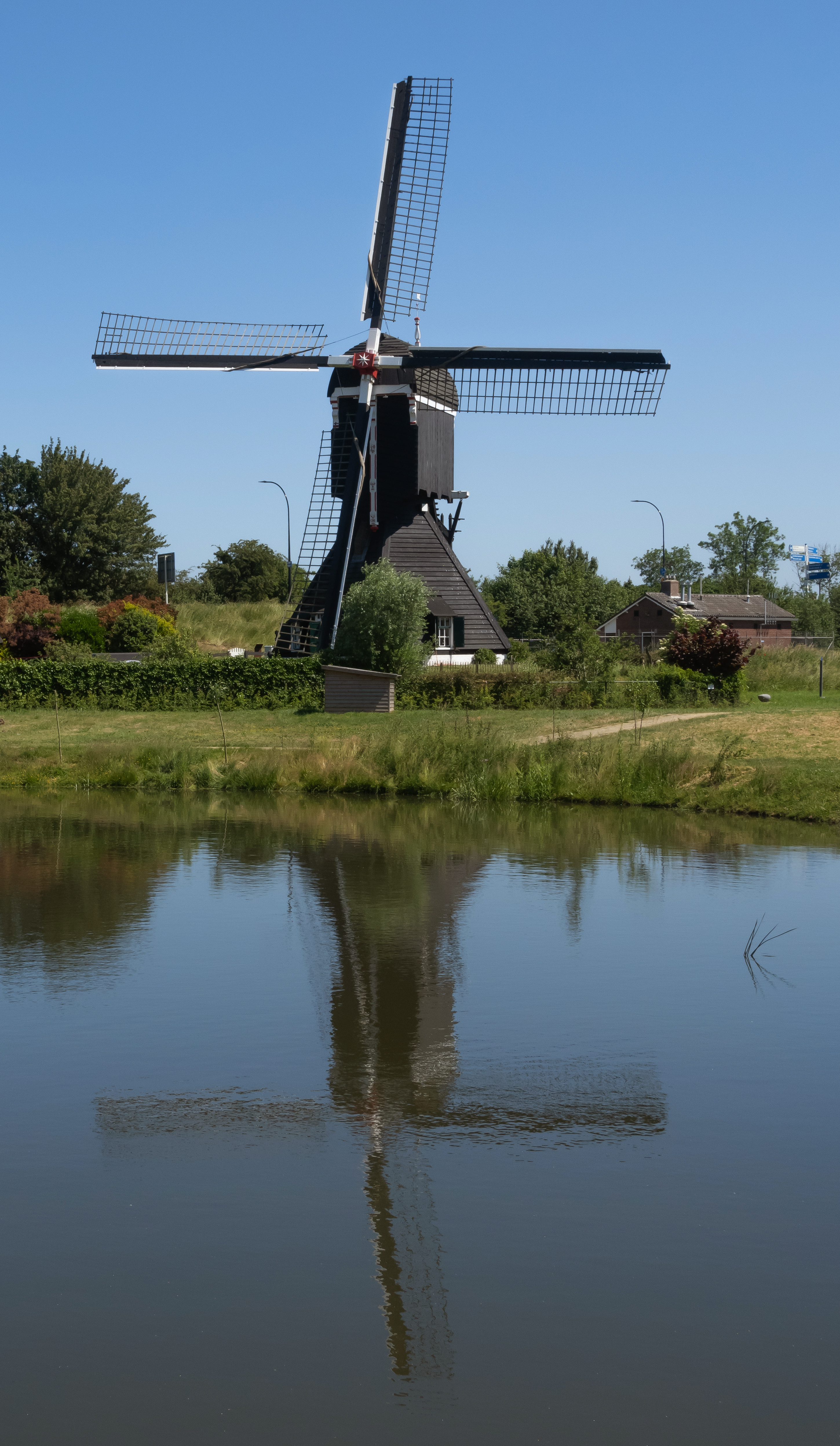
Leerdam, el molino: molen Ter Leede
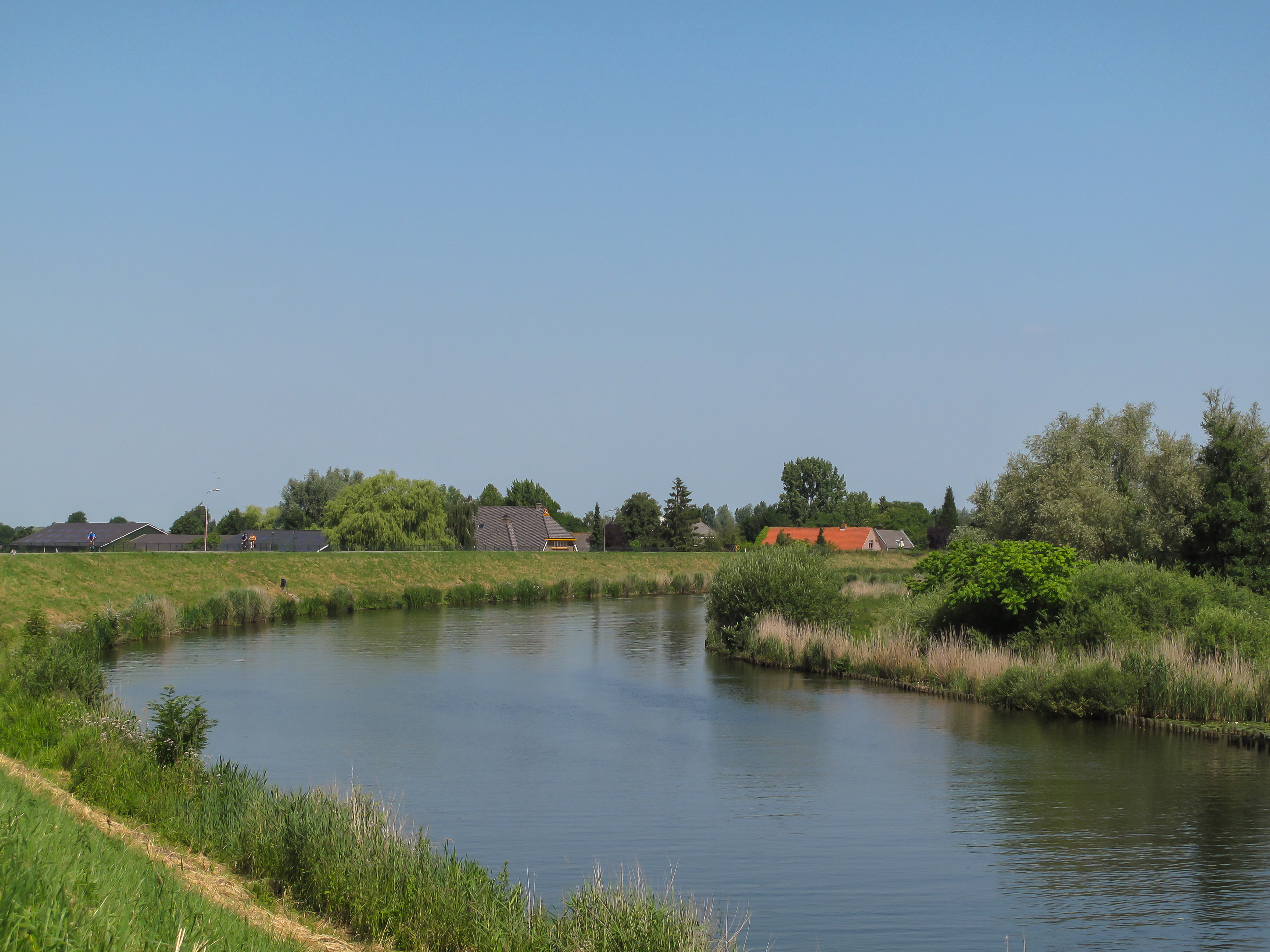
cerca Oosterwijk, el rio: de Linge
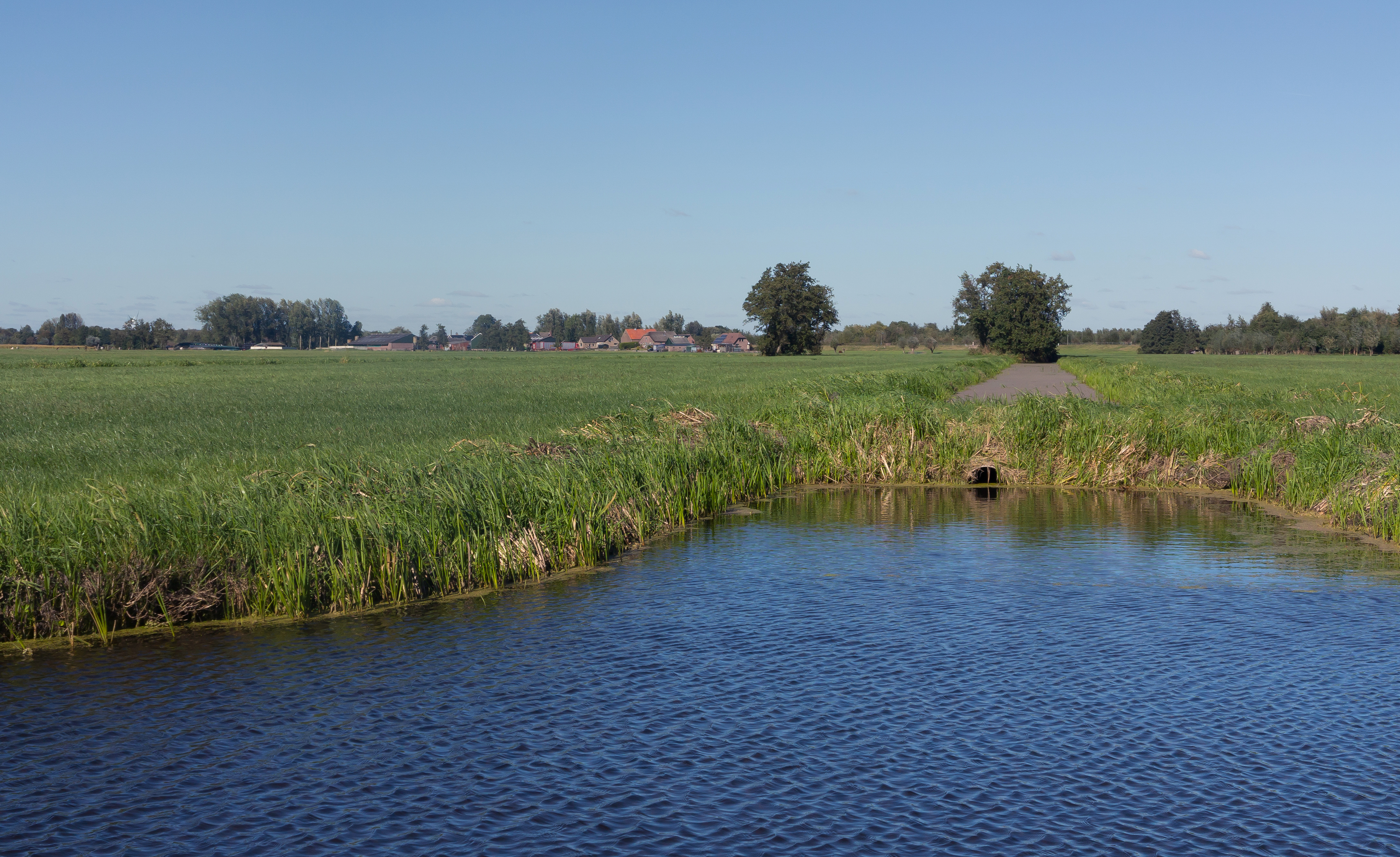
entre Meerkerk y Ameide, la zanja en el pólder
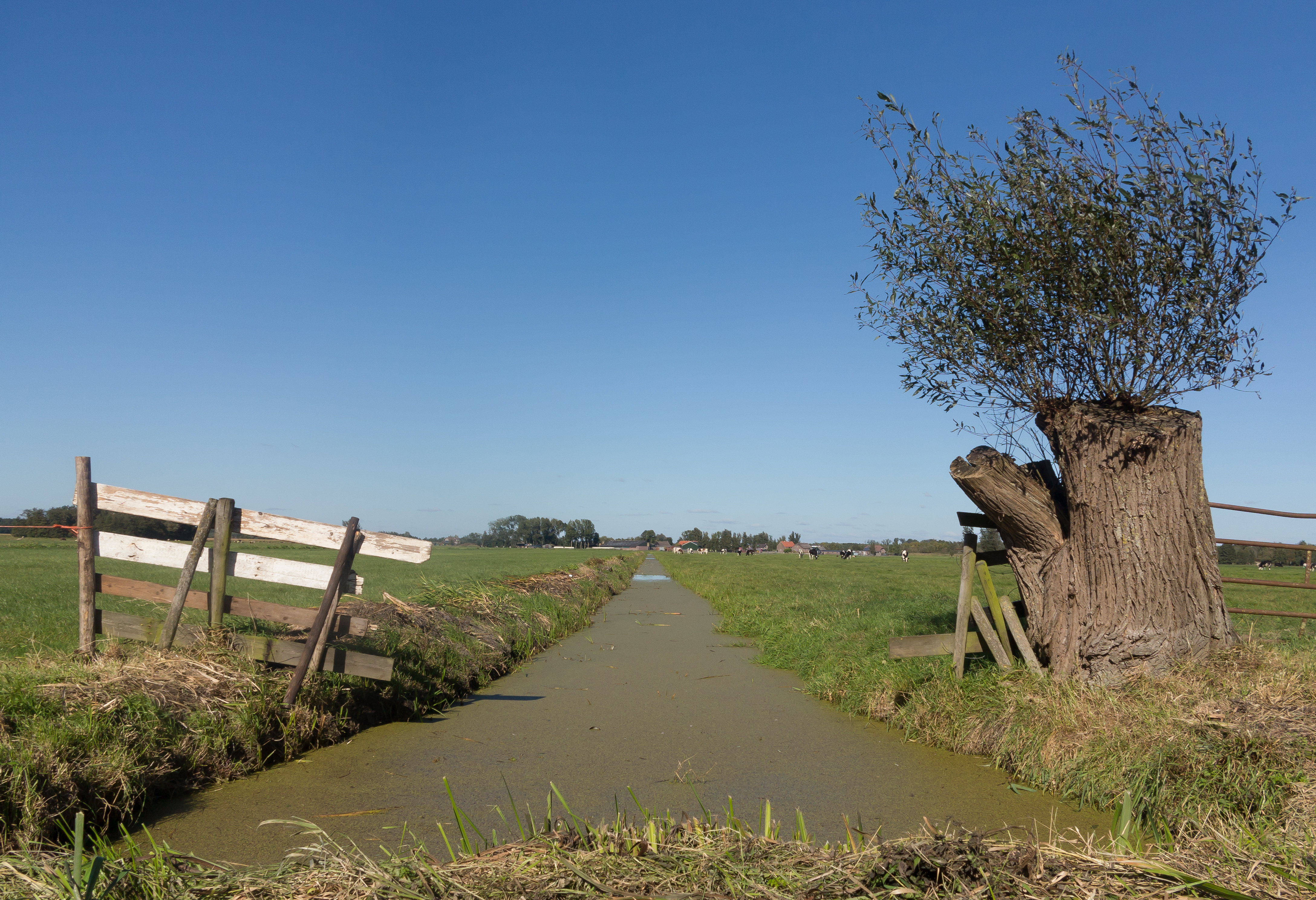
entre Ameide y Meerkerk, la zanja en el pólder
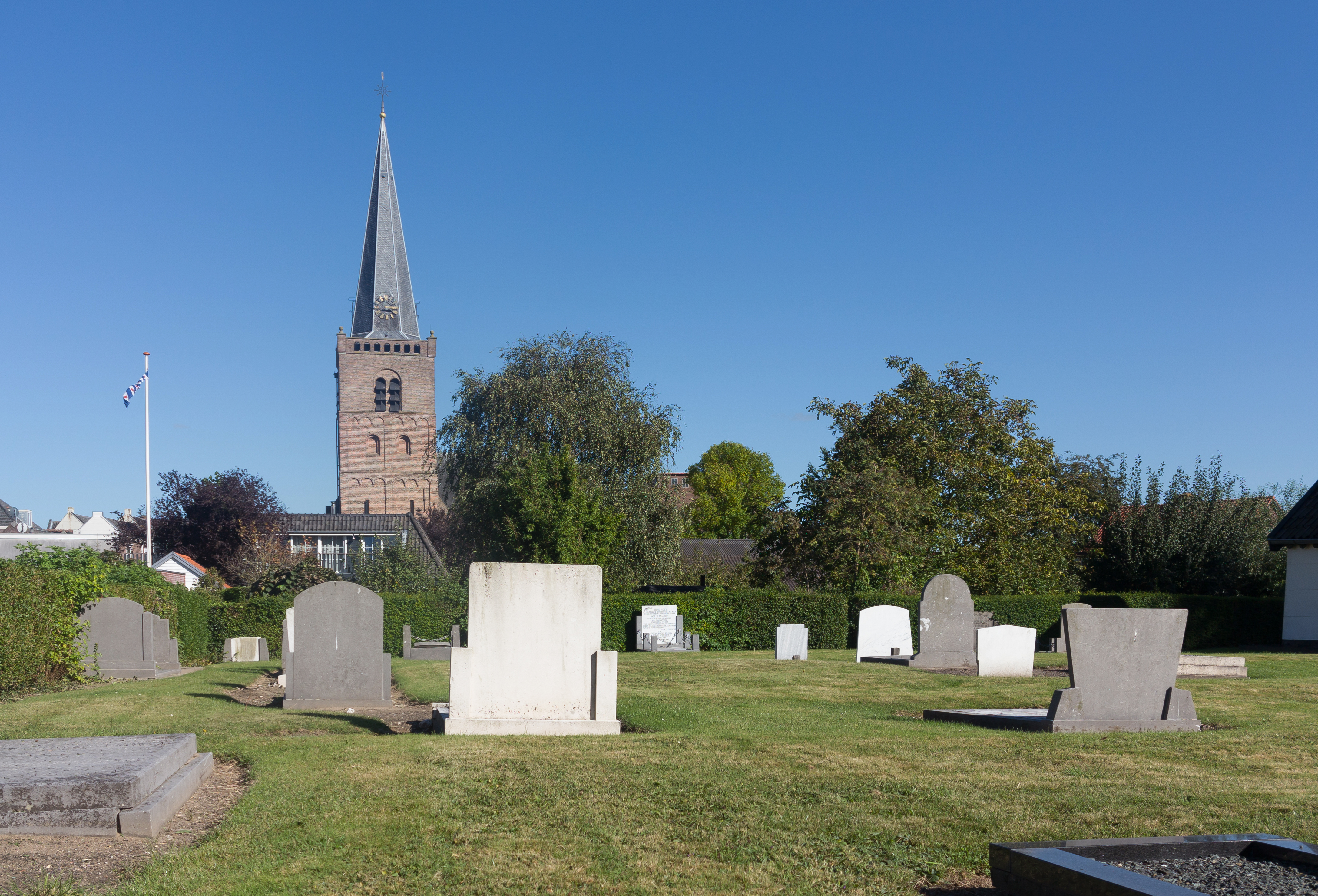
Ameide, la torre de la iglesia protestante
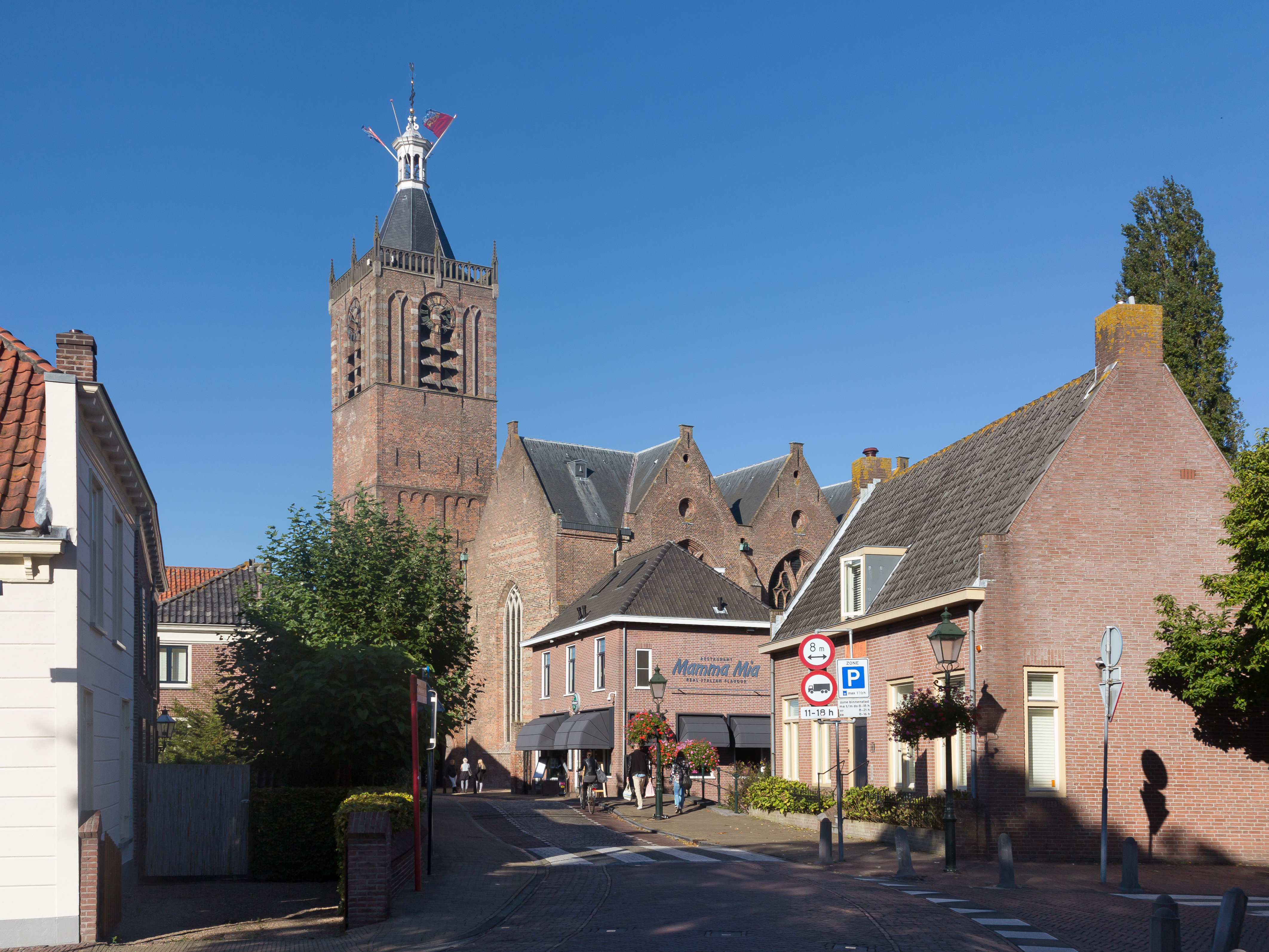
Vianen, la iglesia protestante (Maria ten Hemelopening)